# Almir Moraes Andrade
Almir Moraes Andrade (født 11. maj 1973) er en tidligere brasiliansk fodboldspiller.